# Ystegårn
Ystegårn är en hälsingegård och gammelgård vid sidan av riksväg 84 i byn Hillsta i Forsa socken, Hälsingland. Gården är sedan 3 maj 1999 ett byggnadsminne. Den är öppen för allmänheten sommartid.

## Beskrivning
Gården är av kulturhistoriskt intresse, i synnerhet då den är av fyrbyggt slag. Detta var under 1700-talets slut en vanlig gårdstyp i hela Norrland, men bara ett tiotal har bevarats i landskapet. Gården ägdes 1747 av bonden Erik Jönsson och nedärvdes i drygt tvåhundra år, till 1961, av hans ättlingar. Tack vare att gården inte delats av olika arvskiften finns mycket av originalinredningen och föremålen kvar, dessutom ropades majoriteten av de gamla inventarierna tillbaka av makarna Dahlström när gården gick på auktion där samlingarna annars kunde ha splittrats. Samlingarna uppgår till 15 000 olika objekt och inventarier.
Gården består av manbyggnad, sängstugebyggnad och bryggstuga hopbyggda med ladugård, samt en stor loge. De bildar en tät fyrkant runt ett gårdstun. Utanför gårdsfyrkanten ligger några mindre uthus; småfähus, härbre, vagnslider, loge, sädesbastu och vedbod. Byggnaden inreddes under 1800-talet med tre Forsadörrar i rokokostil, dörrar i ett för bygden typiskt snitt, här tillverkade av snidaren och målaren Jöns Månsson i Böle. Dessutom finns det på gården flera skåp snickrade av Månsson.

## Restaurering och bevarande
Den första restaureringen skedde i början av 1800-talet i samband med att huset utrustades med Forsadörrar. Dåvarande ägaren Nils Ersson lade också till våningar på några av husen och förlängde dem så att de kom att innesluta gårdstunet. För att eftervärlden inte skulle glömma hans insatser ristade han in "NES en rik bonde byggde detta hus 1807 om våren" i på fönsterfodrens baksidor.
Samtliga byggnader renoverades mellan 1965 och 1977 av Jonnie och Anna Dahlström med avsikten att återställa gårdens karaktär från tidigt 1800-tal och med hopp om att gården skulle övertas av en stiftelse. Efter att gården stått igenbommad i några år därefter gick 18 större företag ihop och bildade Hillsta gård AB som tog över gården medan en stiftelse fick ansvara för inventarierna och bli majoritetsägare i bolaget. Sommaren 1999 öppnade gårdsmuseet för allmänheten, tidigare hade samlingarna endast kunnat beskådas av särskilt inbjudna. Föreningen "Hillstas vänner" bildades också till förmån för bevarandet, men är sedan 2015 ersatt av "Stödföreningen för Ystegårn i Hillsta".

## Servering och handelsbod
I Hökars-byggnaden bredvid själva Ystegårn drivs sedan 2015 kafé och restaurangverksamhet under namnet Ystegårns café & bistro. Det har också öppnat en handelsbod i andra längan av Hökars som säljer inredning, byggnadsvårdsprodukter och hälsingekuriosa. I anslutning till Ystegårn ligger gårdsmejeriet vars hälsingeostkaka och eldost säljs på caféet.

## Bilder

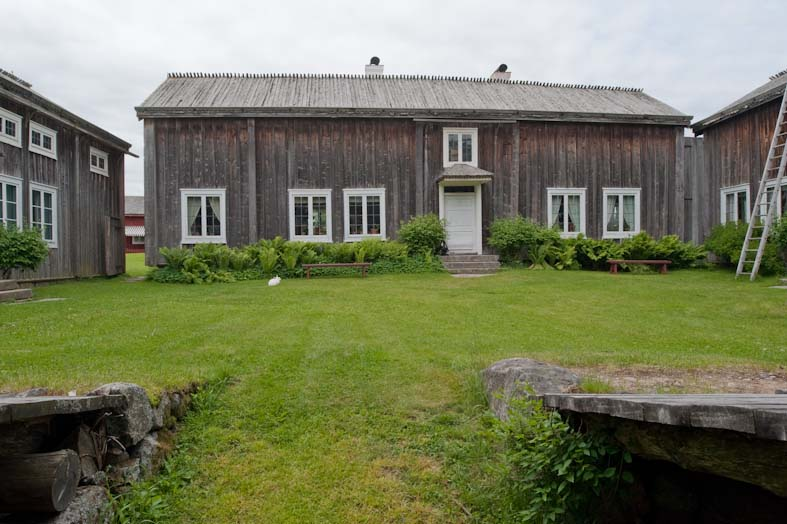
Gården sedd från tunet.
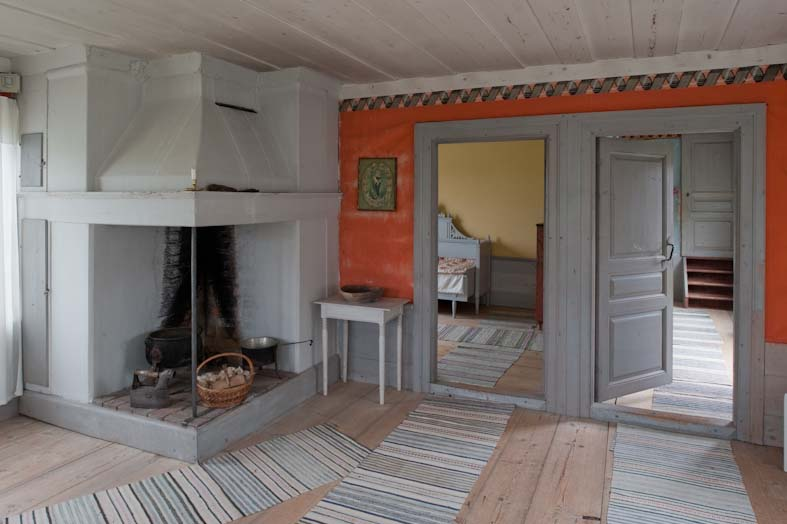
Interiör i sängstugebyggnaden.
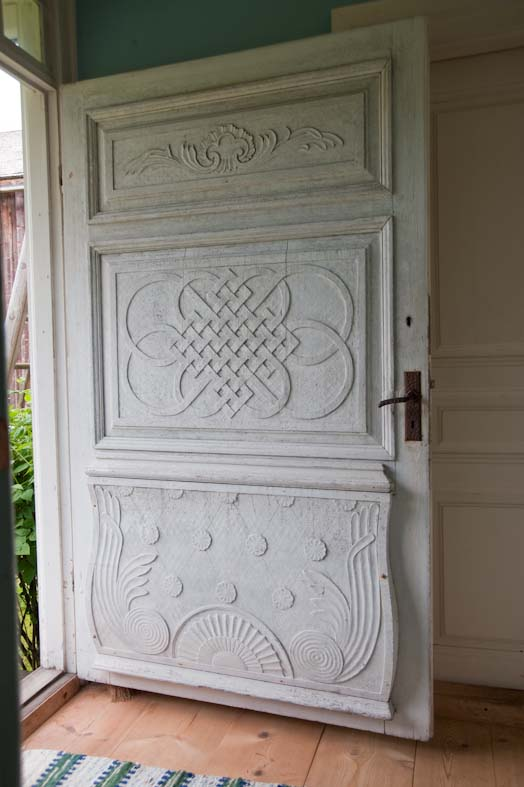
Forsadörr av Jöns Månsson.
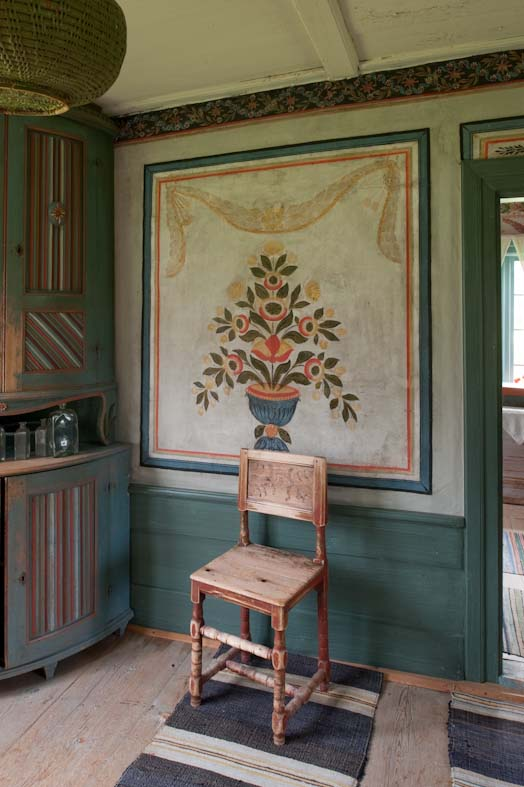
Detalj av väggmåleri.